# Kevan Miller
Kevan Miller (* 15. November 1987 in Santa Clarita, Kalifornien) ist ein ehemaliger US-amerikanischer Eishockeyspieler. Der Verteidiger bestritt zwischen 2013 und 2021 über 300 Partien für die Boston Bruins in der National Hockey League. 

## Karriere
Miller spielte zu Beginn seiner Karriere ab der Saison 2004/05 zunächst für drei Spielzeiten in der Schulmannschaft der Berkshire School, ehe er zwischen 2007 und 2011 für die Universitätsmannschaft der University of Vermont in der Collegeliga Hockey East, die in den Spielbetrieb der NCAA eingegliedert ist, auf dem Eis stand.
Im März 2011 wurde der Amerikaner von den Providence Bruins aus der American Hockey League unter Vertrag genommen und absolvierte zunächst zwei vollständige Spielzeiten in der AHL. In der Saison 2013/14 debütierte der Verteidiger schließlich für die Boston Bruins, dessen Farmteam die Providence Bruins sind, in der National Hockey League und erhält seitdem vermehrt Einsätze im Kader von Boston, sodass sein Vertrag im Januar 2014 um zwei sowie nach Ablauf derer um weitere vier Jahre verlängert wurde.
Die Spielzeit 2019/20 verpasste er komplett aufgrund einer zweifachen Patellafraktur, ehe er im Juli 2021 das Ende seiner aktiven Karriere verkündete. Insgesamt hatte er 352 NHL-Partien für Boston bestritten.

## Karrierestatistik
(Legende zur Spielerstatistik: Sp oder GP = absolvierte Spiele; T oder G = erzielte Tore; V oder A = erzielte Assists; Pkt oder Pts = erzielte Scorerpunkte; SM oder PIM = erhaltene Strafminuten; +/− = Plus/Minus-Bilanz; PP = erzielte Überzahltore; SH = erzielte Unterzahltore; GW = erzielte Siegtore; 1 Play-downs/Relegation; Kursiv: Statistik nicht vollständig)